# Teretiopsis thaumastopsis
Teretiopsis thaumastopsis é uma espécie de gastrópode do gênero Teretiopsis, pertencente a família Raphitomidae.